# Onthophagus venzoi
Onthophagus venzoi är en skalbaggsart som beskrevs av Vladimir Balthasar 1941. Onthophagus venzoi ingår i släktet Onthophagus och familjen bladhorningar. Inga underarter finns listade i Catalogue of Life.